# Azuragrion kauderni
Azuragrion kauderni là loài chuồn chuồn trong họ Coenagrionidae. Loài này được Sjöstedt mô tả khoa học đầu tiên năm 1917.